# Isac Kullberg
Isac Fredrik Kullberg, född 10 februari 1853 i Skara, död 31 oktober 1917 i Kristinehamn, var en svensk konstnär och teckningslärare.
Han var son till rektor Martin August Wilhelm  Kullberg och Oscaria Josephina Christina von Breda. Kullberg studerade vid Konstakademien 1871–1874. Hans konst består av djur, landskapsmotiv och stilleben i olja. Hans huvudsakliga verksamhet var från 1881 arbetet som teckningslärare vid realskolan och flickskolan i Kristinehamn, där han blev ordinarie lärare 1895.
En minnesutställning med Kullbergs och Wilhelm Leonard Rydbergs tavlor visades i Kristinehamn 1960. 